# Termoregulacja

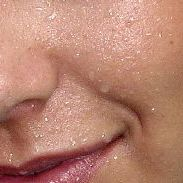
Krople potu na twarzy kobiety

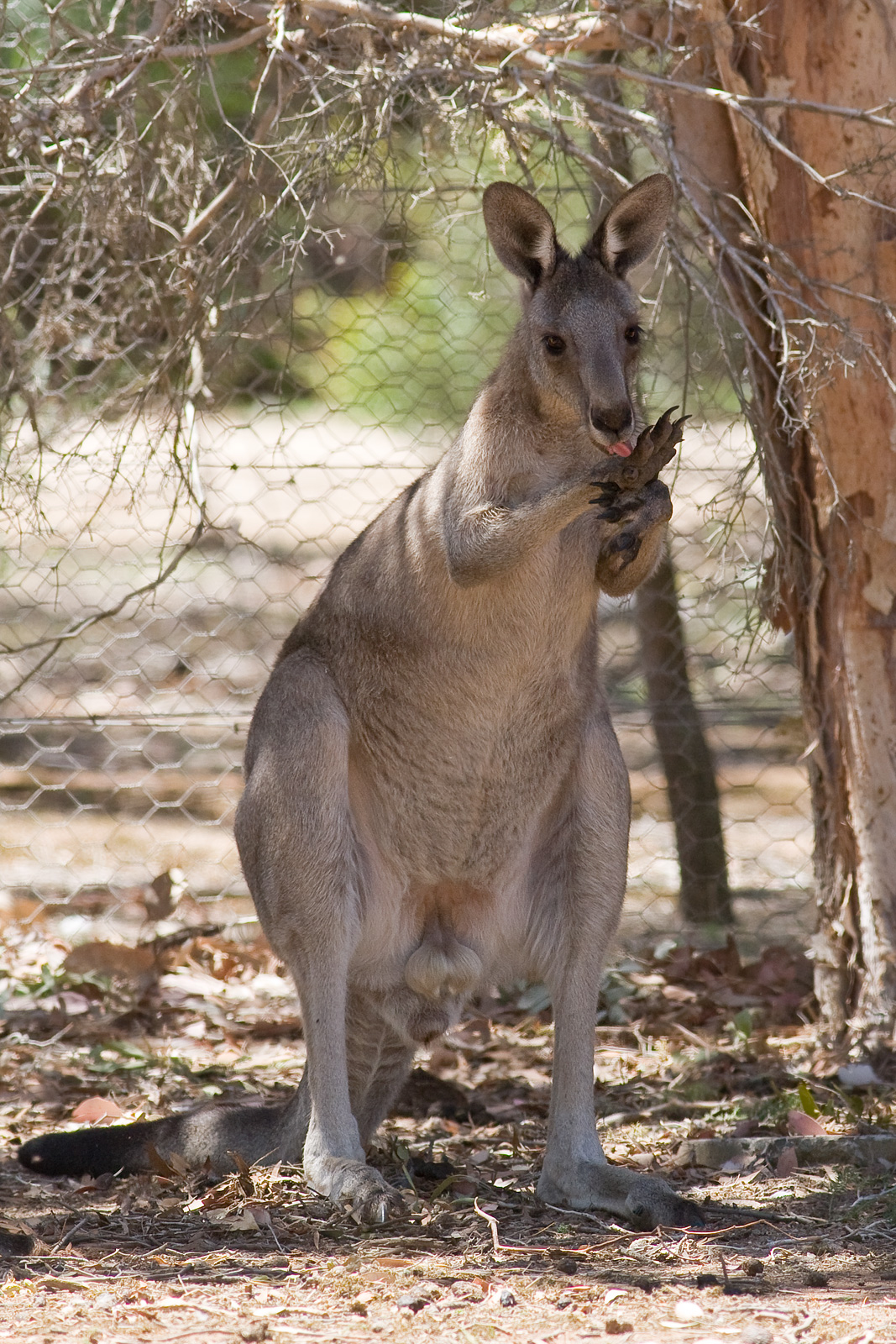
Kangur liżący się dla ochłody

Termoregulacja – zdolność do utrzymania temperatury ciała w zakresie optymalnym dla organizmu. Najczęściej ten mechanizm występuje u ptaków i ssaków.

## Rodzaje
U ludzi można wyróżnić dwa rodzaje termoregulacji:
1. behawioralną – świadomą, polegającą na ubieraniu się adekwatnym do warunków i temperatury otoczenia,
2. fizjologiczną – opartą na odruchach bezwarunkowych (np. dreszcze przy obniżeniu temperatury, pocenie się)[4]

## Sposoby wymiany ciepła z otoczeniem
Wymiana ciepła z otoczeniem następuje gdy temperatura otoczenia jest różna od temperatury organizmu. Wymiana taka może następować na drodze:
- promieniowania,
- konwekcji,
- przewodzenia,
- parowania.

## Sens termoregulacji

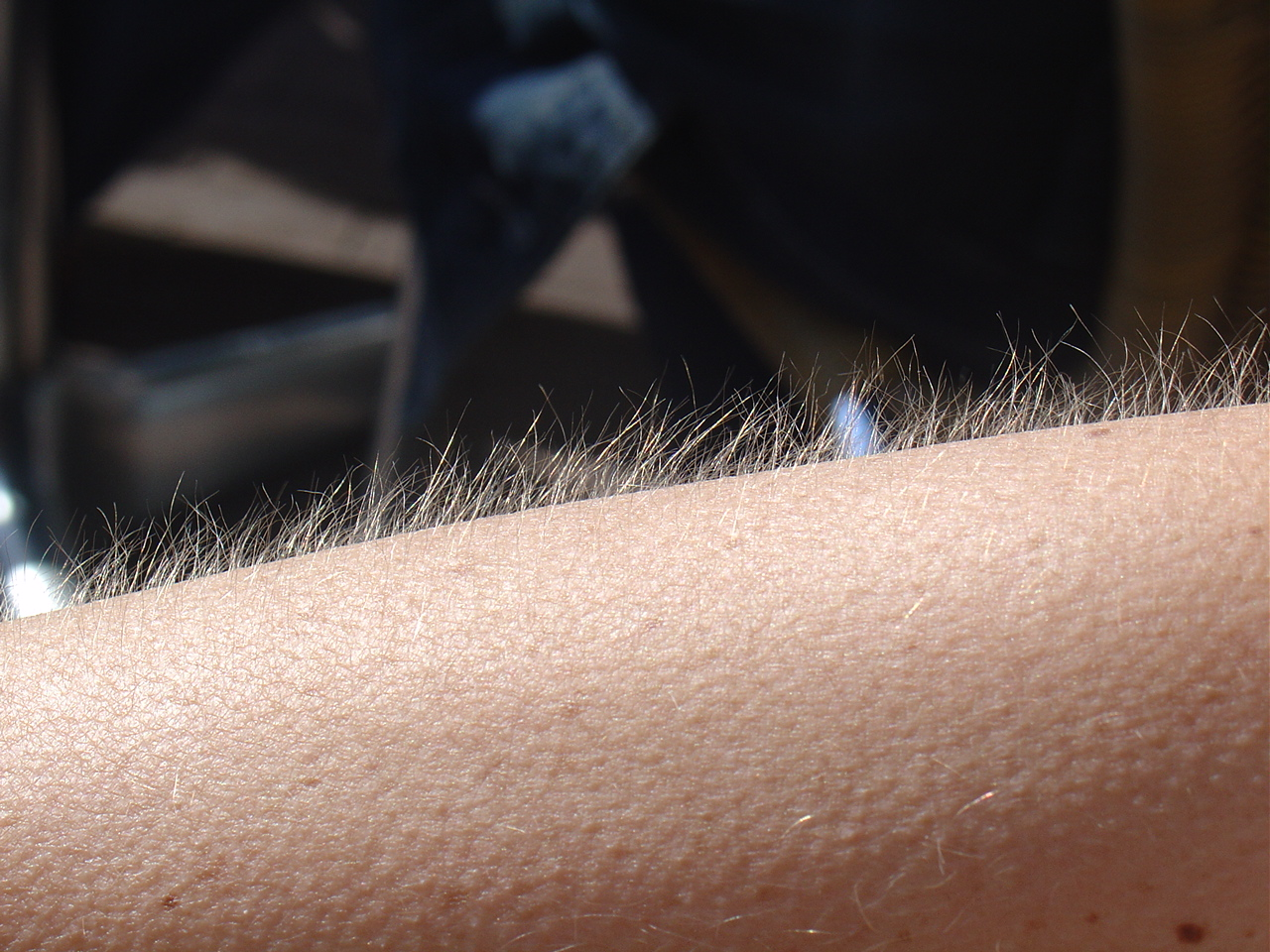
Typowa reakcja skóry człowieka na chłód – gęsia skórka

Zgodnie z regułą van ’t Hoffa enzymy działają skuteczniej przy wyższej temperaturze. Wyższa aktywność enzymów skutkuje podwyższonym tempem metabolizmu, który jest od nich całkowicie zależny. Górna granica wzrostu aktywności enzymów wynosi około 40 °C – przy tym progu rozpoczyna się denaturacja białek (enzymy w znacznej większości są białkami). Dlatego organizmy dążą do utrzymywania temperatury nieco poniżej 39 °C.

## Utrzymywanie temperatury
Zarówno organizmy zmiennocieplne, jak i stałocieplne starają się utrzymać odpowiednią temperaturę. Odbywa się to poprzez behawior zwierząt – zachowania takie jak wygrzewanie na słońcu i preferowanie odpowiedniej temperatury otoczenia – oraz, w przypadku organizmów stałocieplnych, wewnętrzne mechanizmy utrzymywania temperatury.
Do wewnętrznych mechanizmów utrzymywania temperatury należą:
- mechanizmy odpowiedzialne za wydzielanie ciepła w organizmie:
  - wątroba – jeden z głównych narządów ogrzewających krew;
  - drżenie mięśniowe – czyli szybkie skurcze powodują wzrost temperatury;
  - cykle jałowe (cykle, w których z gradientu kationów wodorowych w mitochondrium nie tworzy się ATP, lecz ciepło) powodują wzrost temperatury. Cykle jałowe są charakterystyczne dla brunatnej tkanki tłuszczowej;
  - działania hormonalne, takie jak zwiększenie lub spadek aktywności tarczycy więc i wydzielania hormonu tyroksyny.

- mechanizmy odpowiedzialne za wymianę ciepła z otoczeniem, ograniczające ucieczkę ciepła z organizmu:
  - wymienniki przeciwprądowe w przepływie krwi w kończynach, powietrza w nozdrzach;
  - termiczne bariery izolacyjne takie jak: tkanka tłuszczowa, sierść, pióra.

- mechanizmy odpowiedzialne za oddawanie ciepła do otoczenia:
  - ułatwienie przepływu ciepła do powierzchniowych warstw organizmu np. kurczenie lub rozkurczanie naczyń krwionośnych skóry. Gdy organizm dąży do zachowania ciepła, naczynia krwionośne kurczą się i krew nie może tracić ciepła poprzez kontakt z chłodniejszym powietrzem;
  - zwiększenie odbioru ciepła poprzez parowanie – pocenie i ziajanie.

## Stany patofizjologiczne
Struktura nerwowa zwana ośrodkiem termoregulacji jest odpowiedzialna za ustalenie odpowiedniej temperatury i podjęcia decyzji o działaniach mających na celu jej podniesienie lub obniżenie. W przypadku infekcji, naturalną odpowiedzią organizmu jest wzrost temperatury. Ośrodek termoregulacji podwyższa swój punkt nastawczy (tzw. set point) na wyższy. Organizm zaczyna dążyć do osiągnięcia nowego, wyższego punktu nastawczego. Następuje chwilowa hipotermia, podczas której jest intensywnie produkowane ciepło (na przykład poprzez drżenie mięśni). Trwa to do osiągnięcia temperatury wyznaczonej przez ośrodek termoregulacji. Po podaniu leków przeciwgorączkowych punkt nastawczy obniża się, następuje chwilowa hipertermia z intensywną utratą ciepła (intensywne pocenie) do osiągnięcia punktu nastawczego. Gorączka i anapireksja są stanami, w których organizm kontroluje temperaturę narzuconą mu przez ośrodek termoregulacji. Hipertermia i hipotermia są przykładami stanów, w których, niezależnie od narzuconej temperatury, organizm ze względu na niewydolny mechanizm utrzymywania ciepła (lub skrajne warunki zewnętrzne) nie jest w stanie utrzymać odpowiedniej temperatury, co może być niebezpieczne dla zdrowia.